# مشيماء
للمعلومات عن المشيماء في اللافقاريات والبيض، انظر مشيماء (بيض).
للمعلومات عن شركة الترفيه انظر المشيماء (شركة).
المشيماء أو قشرة البيضة أو الغشاء الخارجي للكيس هي أحد الأغشية التي تتكَوَّن خلال فترة الحمل ما بين نمو الجنين (الفيتوس) (fetus) وأمه. تتشكَّل المشيماء بواسطة الأديم المتوسط (mesoderm) خارج الجنين وطبقتين من الأرومة المغذية (trophoblast) التي تُحيط بالجنين والأغشية الأخرى. تنشأ الزُغابات المشيمائية من المشيماء، ثُم تغزو بطانة الرحم (endometrium)، مما يسمح لها بنقل العناصر المُغذية من دم الأم إلى دم الجنين.

## الطبقات
تتكَوَّن المشيماء من طبقتين: طبقة خارجية تُشَكِّلها الأورمة المغذية، وأخرى داخلية تتكَوَّن بواسطة الأديم المتوسط الجسدية؛ حيث يتَّصل به الغِشاء السلوي (amnion).
تحتوي الأورمة المغذية على طبقة داخلية من الخلايا التكعيبية أو المنشورية، تُسمَّى الأرومة الغاذية الخلوية (cytotrophoblast) أو طبقة لانغهانز (layer of Langhans)، بالإضافة إلى طبقة خارجية تشتمل على البروتوبلازم المنوي بوفرة والخالي من الحدود الخلوية، والتي تُعرف باسم الأرومة الغاذية الخلوية (syncytiotrophoblast).

## النمو
تمر المشيماء بعملية التكاثر السريع وتقوم بتشكيلات عدة نواتئ (processes)، منها الزغابات المشيمائية، التي تغزو وتُتلِف الساقط الرحمي (uterine decidua) وفي نفس الوقت تَمتص منه المواد الغذائية اللازمة لنمو الجنين.
في البداية، تكون الزغابات المشيمائية صغيرة الحجم وغير وعائية، وتحتوي على الأورمة المغذية فقط، لكن بعد ذلك يزداد حجمها وتبدأ في التفرُع، في حين أن الطبقة الجنينية الوسطى التي تحمل فروعًا من الأوعية السُرِّية (umbilical vessels)، وتنمو بين الزُغابات، وبهذه الطريقة، تتحوَّل إلى أوعية دموية.
كما ينتقل الدمَ إلى الزُغابات عن طريق الشرايين السُرِّية (umbilical arteries) المُزدوجة، والتي تتفرَّع إلى الشرايين المشيمائية (chorionic arteries) ثم يدخل إلى الزُغابات المشيمائية مثلما يحدث في شرايين الفلقة (cotyledon arteries). وبعد انتشاره في شُعيرات الزُغابات، يعود الدم مرة أخرى إلى الجنين بواسطة الأوردة السُرِّية (umbilical veins). وحتى نهاية الشهر الثاني من الحمل، تُغطي الزُغابات المشيماء بأكملها، وغالبًا ما تكون مُتماثلة في الحجم، لكن بعد ذلك، تنمو بصورة غير مُتساوية.

## الأجزاء
يتعرض جزء من المشيماء الذي يكون متصلاً بالساقط المحفظي (decidua capsularis) للضمور، وبذلك يتبقى بالكاد أثرٌ للزُغابات بحلول الشهر الرابع. يُصبح هذا الجزء المشيمائي أملسًا، ويُطلق عليه اسم المشيماء الملساء (chorion laeve) (مُشتقة من الكلمة اللاتينية levis، وتعني الأملس). وحيث إنها لا تُساهم في تكوّن المشيمة، فهي تُسمَّى أيضًا الجزء اللامشيمي من المشيماء. وأثناء نمو المشيماء، تأتي المشيماء الملساء مُلاصقة للساقط الجداري (decidua parietalis) مما يؤدي إلى دمج هذه الطبقات.
من ناحيةٍ أخرى، فإن الزُغابات التي تتواجد على القُطب المُضغي(الجنيني) (embryonic pole)، والتي تكون ملتصقة بالساقط القاعدي (decidua basalis)، يزداد حجمها وتشابُكها إلى أقصى حد، ولذلك يُسمَّى هذا الجزء بالمشيماء الشعثاء (chorion frondosum).
لهذا تنمو المشيمة من المشيماء الشعثاء وأيضًا الساقط القاعدي.

## توائم المشيماء الواحدة
توائم المشيماء الواحدة (Monochorionic twins) هم التوأم الذين يشتركون في نفس المشيمة. يحدث بنسبة 0.3% من كل حالات الحمل، وبنسبة 75% من توأم الزيجوت الواحد (المُتماثلة)، وذلك عندما يحدث الانقسام بعد اليوم الثالث من التخصيب. في حين تصبح النسبة المتبقية من التوائم المُتماثلة البالغة 25% توائم المشيماءين ثنائية السلى. قد تؤثر هذه الحالة على تعدد المواليد، مما ينتج عنه تعدد المواليد أحادية المشيماء (monochorionic multiples).

## صور إضافية

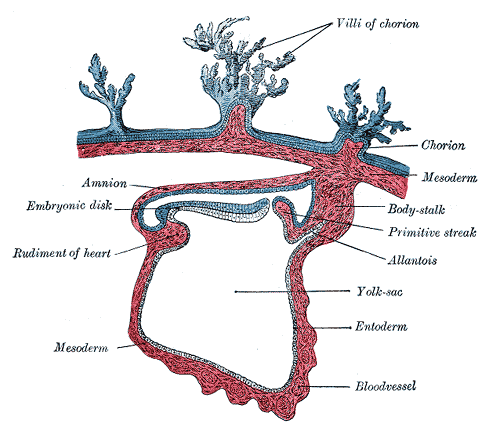
مَقْطع من الجنين.
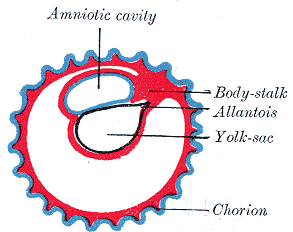
رسم بياني يشرح التشكُل المُبكر للسِّقاء والتَمايُز في سُوَيْقَة الجسم.
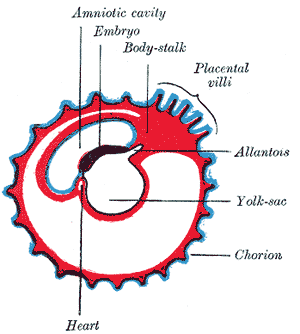
رسم بياني يعرض المرحلة الأخيرة للنمو السقائي والانقباض الأوَّلي للكيس المُحّي.
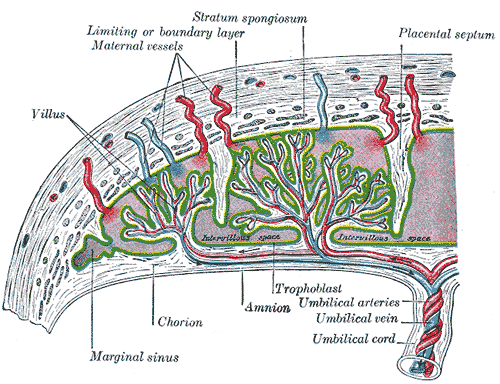
رسم بياني للدوران المشيمي.

## وصلات خارجية
- McGill